# Казінцбарцика (футбольний клуб)
«Казінцбарцика» (угор. Kazincbarcikai SC) — угорський футбольний клуб з однойменного міста, заснований 1957 року. Виступає у вищому дивізіоні Угорщини.

## Історія
Клуб заснований 1957 року. До 1966 року виступав у третьому дивізіоні, з 1967 по 1974 роки у другому дивізіоні надалі «Казінцбарцика» чергував виступи як у третьому так і у другому дивізіоні.
З сезону 2009–10 років клуб знову кваліфікувався до другого дивізіону, з сезону 2013–14 років п'ять років відіграв у третьому дивізіоні. З сезону 2022–23 є постійним учасником другого дивізіону.
14 червня 2024 року Габор Ерош став головним тренером команди.
За підсумками сезону 2024–25 років, клуб посів друге місце та вперше в історії підвищився до вищого дивізіону в якому дебютує в сезоні 2025–26.

## Стадіон
Клубний стадіон клубу «Колорсіті Арена» не відповідає вимогам першого дивізіону, тому «Казінцбарцика» домашні матчі проведе на арені «Мезйокйовешд Вароші» у Мезйокйовешді.